# Frédéric Yonnet
Frédéric Yonnet, né le 30 avril 1973 à Pont l’Évêque dans le Calvados, est un musicien, producteur et artiste d'enregistrement français. Il est connu pour son utilisation de l’harmonica comme chef de file dans la musique influencée par le jazz, le R&B, le funk, le gospel et le hip-hop. Sa capacité à jouer des gammes chromatiques sur un harmonica diatonique lui donne accès à deux fois plus de notes que celles qui sont prévues par la conception de l'instrument.
Frédéric Yonnet est décrit par Rolling Stone comme étant le "killer harmonica player" (le "joueur tueur d'harmonica") du New Power Generation, le groupe accompagnant Prince. Frédéric Yonnet a gagné en popularité grâce à ses performances sur scène avec le kid de Minneapolis ainsi qu’à ses duels d'harmonica avec le légendaire Stevie Wonder. Yonnet a joué et enregistré avec un large éventail d'artistes, dont Dave Chappelle, David Foster, Bob James, Patti Austin, Erykah Badu, John Legend, India Arie, Angie Stone, Kindred The Family Soul, Justin Bieber, Randy Jackson, les Jonas Brothers (sur Lines, Vines and Trying Times), Ed Sheeran, Bradley Cooper, Lady Gaga, Robbie Robertson, The Wailers, Emilio Estefan et Grand Corps Malade.

## Carrière

### Jeunesse
Frédéric Yonnet est né à Pont-l'Évêque en Normandie. Il est le cadet d’une fratrie de trois garçons nés d'une mère originaire de Guyane, Armande (Galas) Yonnet et de Dominique Yonnet, ingénieur civil français mais aussi comédien à temps partiel et acteur de théâtre. Son grand-père paternel, Jacques Yonnet, était le célèbre poète, parolier, dessinateur, peintre, sculpteur et écrivain français.
Enfant, Frédéric Yonnet et son père se sont produits en duo comique dans des petits théâtres en France. À l'âge de 14 ans, il a commencé à jouer de la batterie. Après avoir fait preuve de beaucoup de promesses en tant que batteur, il a été sélectionné pour se produire au festival Jazz in Marciac.
Durant toute son enfance, Frédéric Yonnet a souffert d'asthme. À 19 ans, il décide de rejouer de l’harmonica, instrument qu'il avait quand il était enfant. Après avoir consacré du temps à la maîtrise de l’« orgue à bouche », il a remarqué une diminution significative de ses crises d'asthme. Aujourd'hui, il porte un harmonica au lieu d'un inhalateur et ses expériences passées en tant que batteur influencent son style rythmique et percussif de son jeu d'harmonica.

### Carrière musicale

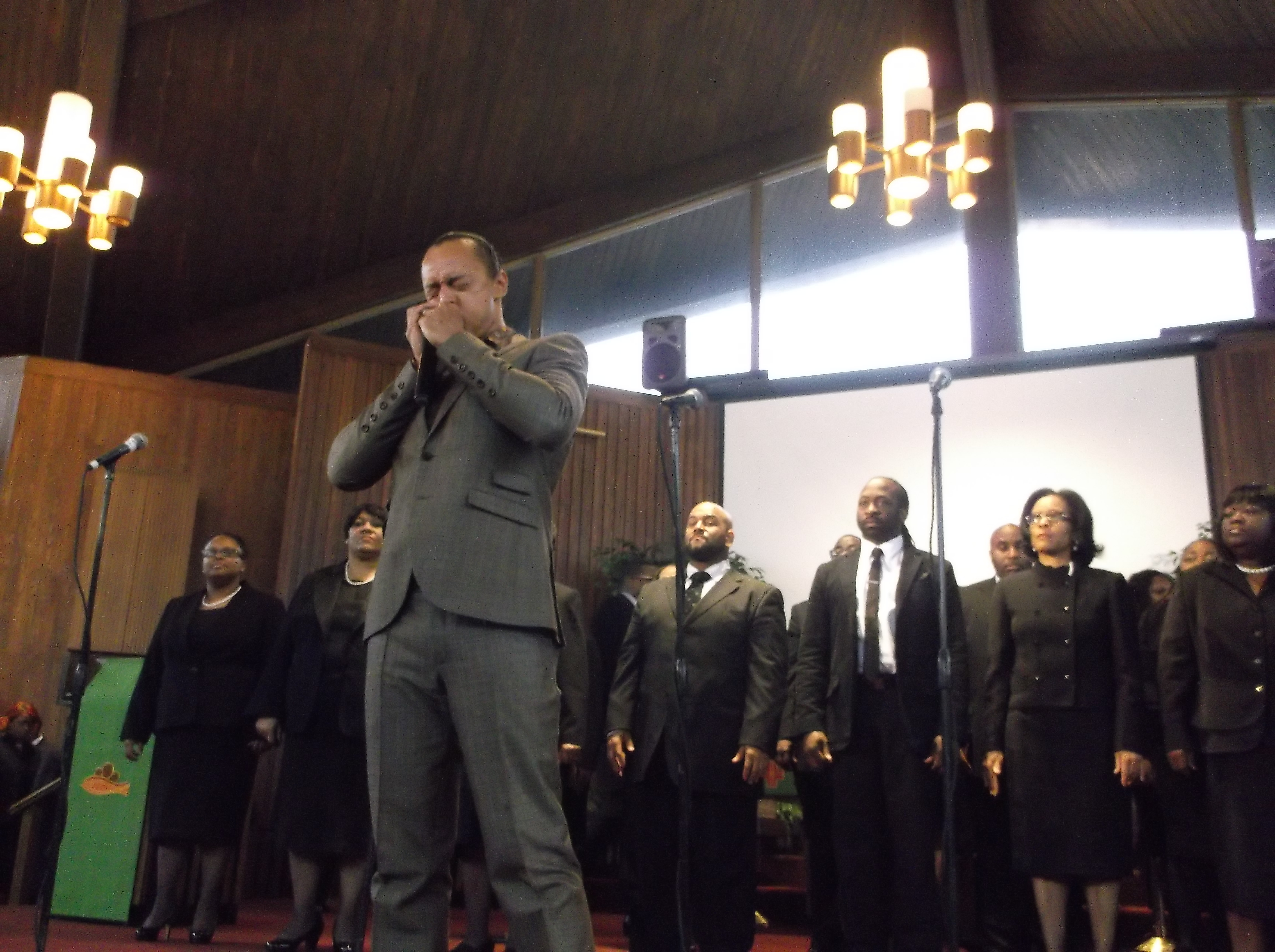
Frederic Yonnet le 15 février 2014 lors de la célébration du Mois de l'histoire des Noirs à la base commune Myer-Henderson Hall de la chapelle Memorial.

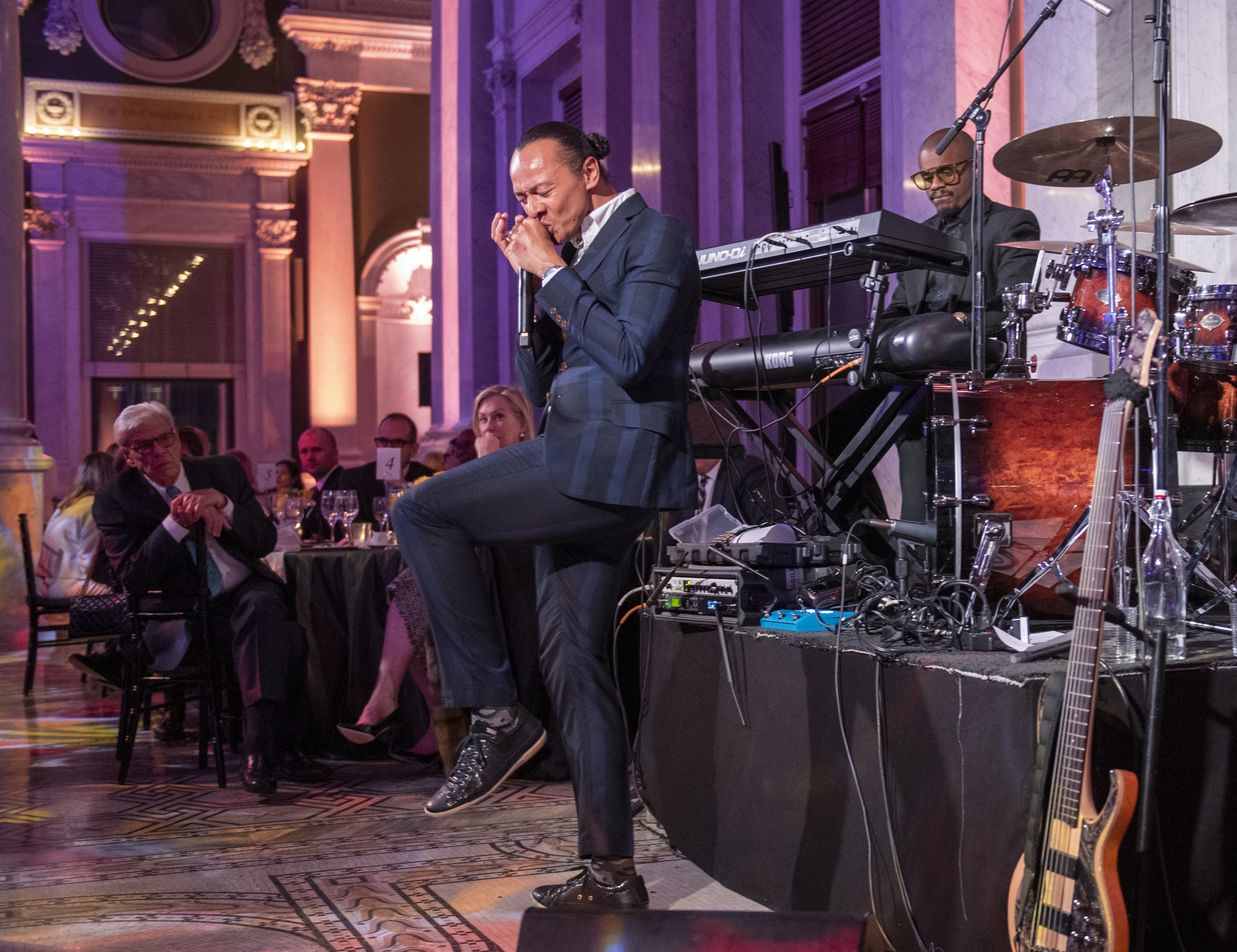
Frédéric Yonnet lors d'un hommage à la juge de la Cour suprême des États-Unis, Ruth Bader Ginsburg, à la Bibliothèque du Congrès de Washington D.C., le 30 janvier 2020.

« Il y a eu le jour où l’homme a marché sur la lune. Il y a eu l’élection d’Obama. Ce soir là j’avais un peu l’impression d’être sur les Champs Elysées en 1998 après la Coupe du monde. La même ambiance. Désormais une fierté intense a succédé à l’explosion de joie. Les gens ont l’impression que leur rêve a le droit d’être réel. Il a pris forme.»
« J’ai toujours la green card et donc pas encore le droit de vote. La seule chose que je pouvais faire c’est de partager mon art.»
« Ce qui est extraordinaire, c’est que les évènements sombres de l’actualité n’ont pas assombri les perspectives. Il passe à travers. Il donne le sentiment que ce qui a marché avant aux Etats-Unis, ce dynamisme et ce sentiment d’appartenance autour du drapeau, peut marcher à nouveau. Avec la crise économique le travail est immense. Mais ça ne fait peur à personne… »
La carrière musicale de Frédéric Yonnet a commencé comme batteur mais a été de courte durée car il a souvent été renvoyé de groupes pour avoir tenté de jouer le rôle principal. Avec l’harmonica, il a pris la place de « sideman », en jouant sur le devant de la scène aux côtés des chanteurs. Il a présenté des artistes dans de nombreux groupes en France, dont Blue Fever, tout en observant le style des grands trompettistes, saxophonistes et chefs d'orchestre. Il a été fréquemment invité par Canal Plus dans l’émission Nulle Part Ailleurs, avec Lol et le Groupe.
En 1998, alors qu'il se produit au Festival de Cannes, Frédéric Yonnet rencontre plusieurs Américains qui l'encouragent à faire valoir son talent aux États-Unis. En 2001, il déménage à Washington, où il s'est produit dans des festivals et des clubs de la région, développant rapidement une réputation de joueur d'harmonica « genre-bending » (pliant les genres). Il a sorti un CD échantillonné intitulé Blowing Your Mind in Every Key of the Harp, qui comprenait cinq titres, dont Amazing Grace enregistré en direct à la West Angeles Church of God in Christ à Los Angeles en Californie. Six chansons supplémentaires ont été ajoutées au CD qui a finalement été renommé Front & Center et publié en 2005.
Après avoir entendu la musique de Frédéric Yonnet, le comédien Dave Chappelle l'a invité à faire des apparitions en tant qu’invité lors de sa tournée Block Party Concert dans dix villes en 2006. Plus tard cette année-là, Yonnet, avec Erykah Badu et Goapele, a été invité à se produire au AACW Blues Festival à Yellow Springs dans l’Ohio où il était hébergé par Dave Chappelle.
Lors de l'introduction de Frédéric Yonnet par Dave Chappelle au Bluesfest, il raconte comment il a présenté Yonnet à Stevie Wonder lorsqu'ils étaient dans les coulisses des Grammy Awards 2006. "[Fred] a sorti son harmonica de sa poche devant Stevie Wonder et j'ai dit 'Damn', et il a commencé à jouer de cet harmonica, j'avais peur pour lui ... et Stevie a commencé à faire comme ça, [se balançant d'avant en arrière] maintenant ils traînent ensemble tous les mardis et jeudis. "
Frédéric Yonnet et Stevie Wonder, que le Français considère comme son «père musical» et avec lequel il entretient désormais une relation quasi familiale, ont joué ensemble à plusieurs reprises, du Madison Square Garden de New York à Bercy. Ils ont souvent taquiné la foule avec une interprétation compétitive de Boogie On Reggae Woman de Wonder. C'est lors d'un concert de Stevie Wonder au Madison Square Garden que Prince a vu Frédéric Yonnet pour la première fois. Plusieurs mois plus tard, Yonnet a été invité à enregistrer et finalement à tourner avec Prince.
En janvier 2009, Frédéric Yonnet a enchaîné les concerts dans le cadre des festivités qui ont accompagné la montée de Barack Obama, nouvellement élu, vers Washington. Il a notamment joué devant l’ambassadeur de France Pierre Vimont qui recevait le «Congressional Black Caucus», les parlementaires noirs américains.
Durant les quatre années qui ont précédé cette élection historique, le natif de Pont-l’évêque a régulièrement mis son harmonica au service des campagnes de Barack Obama. La première fois c’était en 2004, à Boston, à la veille du discours qui allait révéler l’étoile nouvelle du parti démocrate. Durant la campagne 2008, Fred Yonnet a multiplié les participations aux levées de fonds et animations de campagne, et pu saluer à nouveau Barack Obama après un discours au Stade de Denver.
C’est avec Stevie Wonder que Frédéric Yonnet espérait passer la journée «historique» d’investiture de Barack Obama, au plus près du discours du nouveau président.
L’art de l’ancien musicien de l’émission Nulle part ailleurs, qui a rejoint son épouse à Washington (DC) en 2001, lui vaut un engouement croissant de la scène jazz et soul américaine. Le Frenchy, que son ami Dave Chappelle, super-star issue du stand-up aux États Unis, présente comme le «Jimi Hendrix de l’harmonica», a su faire redécouvrir son instrument en visitant ou revisitant tous les genres de la musique noire américaine.
En 2014, Stevie Wonder a fait appel à Frédéric Yonnet pour jouer des parties d'harmonica lors de la tournée Songs in the Key of Life, 2014-2015. Stevie Wonder a interprété l'intégralité du double album dans le cadre de la tournée de 44 villes célébrant le 40e anniversaire de l'album le plus acclamé par la critique de sa carrière. Jouant sur les airs Have a Talk with God et Mama's Call, Frédéric Yonnet a démontré sa maîtrise de l'harmonica diatonique en imitant de manière experte la mélodie chromatique de Stevie Wonder initialement interprétée sur l'album studio.

### CD de réalité

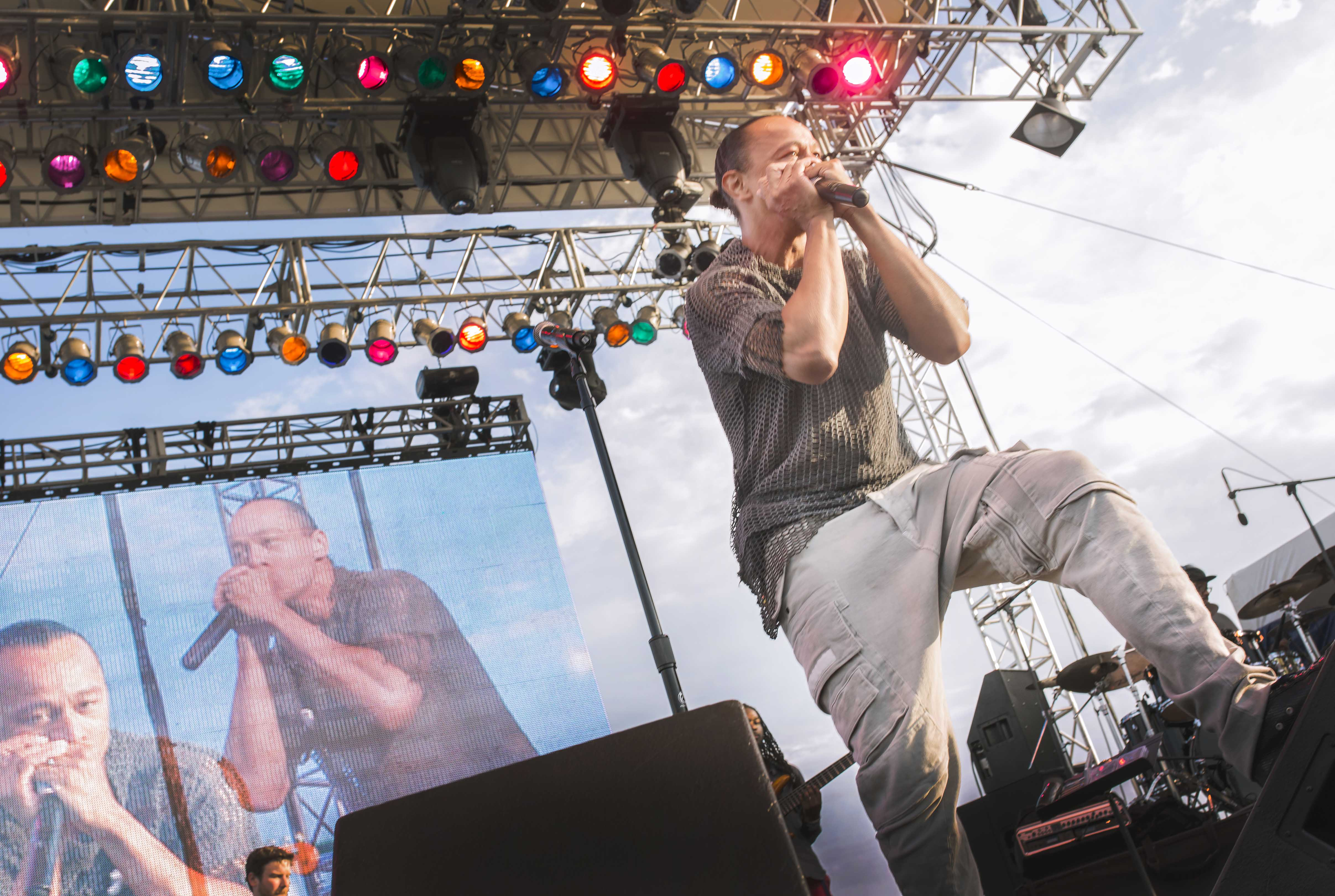
Frédéric Yonnet en concert au DC Jazz Fest en juin 2014.

En 2010, dans un élan pionnier alliant technologie, art et réalité, Frédéric Yonnet a interrompu tous les aspects de la production sur son plus récent projet - enregistrement, packaging et vidéo - pour donner aux fans l'accès à différentes étapes de son travail brut au cours du processus créatif. Il a inventé le terme "Reality CD" pour décrire le concept audacieux de permettre aux fans d'observer les phases clés de la production. Le travail en cours de Frédéric Yonnet, sous-titré The Rough Cut, est disponible exclusivement pour les fans qui achètent des cartes de téléchargement numérique lors de concerts en direct et en ligne. Un code unique permet aux utilisateurs d'accéder aux fichiers The Rough Cut. Des alertes par e-mail annoncent la disponibilité du nouveau contenu à télécharger. Les commentaires publiés sur le site Web ont été pris en compte dans l’album suivant Reed My Lips : The Final Mix, sorti en 2011 et finalement disponible sur iTunes.

## Instrument et équipement
Frédéric Yonnet joue exclusivement des harmonicas Classic et Silver de 1847, conçus par C. A. Seydel Söhne, le plus ancien fabricant d'harmonica au monde. Il joue ses harmonicas tout droit sortis de la boîte et ils ne sont pas personnalisés. Il a utilisé des microphones Shure Beta 87A et des moniteurs de référence Ultimate Ears 11 Pro et UE.

## Discographie

### Albums
- Blowing Your Mind In Every Key of the Harp (2001)
- Front & Center (2005)
- Reed My Lips : The Rough Cut (2010)

### Collaborations
- Borders Jazz You Must Own, Amazing Grace (2001)
- Middle C Music Jazz All Stars, Blues on Middle C ; Jessie's Blues, Peter's Rhythm, Little Wing et Prelude and Samba (2005)
- David Dyson, Unleashed, Southern Fried Go Go (2008)
- Randy Jackson, Randy Jackson's Music Club, Vol. 1, Wang, Dang, Doodle (2008)
- Jonas Brothers, Lines, Vines and Trying Times, What Did I Do To Your Heart (2009)
- Prince, All Day, All Night, All Week, 4 CD Live à Paris (2009)
- Native Son, Son Talk (2010)
- Grand Corps Malade, 3ème temps (2010)
- Justin Bieber, My World 2.0, U Smile (2010)
- India Arie, Open Doors (TBD)
- Kindred The Family Soul, Love Has No Recession (2011)
- Anthony Hamilton, MAD (2011)
- The Touré-Raichel Collective, Touré (2012)
- Wayna, Send it Away (2013)[10]
- Grand Corps Malade, Funambule (2013)
- Talib Kweli, The One I Love, Radio Silence (2017)
- Robbie Robertson, I Hear You Paint Houses, Sinematic (2019), bande originale du film The Irishman de Martin Scorsese.